# Salier (Schiff)
Die Salier war ein 1875 in Dienst gestelltes Passagierschiff des Norddeutschen Lloyd, das als Ozeandampfer auf dem Atlantischen Ozean verkehrte und Passagiere, Fracht und Post von Bremen abwechselnd nach Südamerika und New York beförderte. Sie eröffnete den Reichspostdampferdienst nach Australien 1886. Am 8. Dezember 1896 prallte die Salier auf dem Weg von Bremen nach La Plata in der Bucht von Arosa, vier Meilen nördlich der Stadt Villagarcía de Arosa (Nordspanien) in einem Sturm auf ein Riff und sank. Alle 279 Menschen an Bord kamen ums Leben.

## Das Schiff
Das eiserne Dampfschiff Salier wurde 1875 in der Werft Earle’s Shipbuilding and Engineering Company in der nordenglischen Stadt Kingston upon Hull gebaut. Das Schiff verfügte über einen geraden Bug, einen einzelnen Schornstein und zwei Masten. Am 15. Juni 1874 lief sie vom Stapel, doch die Probefahrten fanden erst am 15. Juli 1875 statt. Am 8. September 1875 lief die Salier in Bremen zu ihrer Jungfernfahrt nach New York aus. Sie war das vorletzte Schiff der dreizehn Dampfer umfassenden Strassburg-Klasse.
Das Schiff wurde zunächst zur Beförderung von Passagieren und Fracht auf der Route Bremen–Southampton–New York eingesetzt, doch ab dem 1. April 1876, nach nur drei Fahrten nach New York, bediente es den Bremen–Südamerika-Service. Am 10. Februar 1880 fand die zunächst letzte Südamerikareise statt. Anschließend steuerte die Salier wieder New York an.
Nach Umbau am 14. Juli 1886 erster Reichspostdampfer des NDL nach Australien. Für den Australiendienst waren ihre Schwesterschiffe Hohenzollern, Habsburg und Hohenstaufen, für den Dienst nach Ostasien die ähnlichen Oder, Neckar, Nürnberg und Braunschweig bereitgestellt; Reserveschiff war die ähnliche General Werder. 1890/91 wurde eine neue Dreifach-Expansions-Dampfmaschine bei der AG Vulcan Stettin in die Salier eingebaut und die Passagiereinrichtung verändert. Ab Dezember 1894 war die Salier wieder im Nordatlantikdienst, allerdings berichtet Otto Ehrenfried Ehlers von einer Fahrt auf der Salier im Mai 1895 von Indien nach Australien. Ab dem 10. Dezember 1895 fuhr das Schiff wieder nach Südamerika.
Die Passagierunterkünfte boten Platz für 142 Reisende der Ersten Klasse und 800 Zwischendeckpassagiere. Die Kabinenzahl der Ersten Klasse wurde schon im Südamerikadienst reduziert, um mehr Fracht mitnehmen zu können. Beim Umbau 1890/91 wurde die Passagiereinrichtung für den Postdampferdienst verändert. Nunmehr konnten 63 Passagiere Erster Klasse und 30 Zweiter Klasse sowie bis zu 644 im Zwischendeck transportiert werden.

## Untergang
Während einer Überfahrt von Bremen nach La Plata in Argentinien machte die Salier am Montag, dem 7. Dezember 1896 in der nordspanischen Hafenstadt La Coruña einen Zwischenhalt. Als das Schiff am Nachmittag unter dem Kommando von Kapitän Wempe mit 279 Passagieren und Besatzungsmitgliedern an Bord die Weiterreise über den Atlantik antrat, herrschte sehr schlechtes Wetter.
Am Morgen des 8. Dezember rammte der Dampfer in der Bucht von Arousa, nördlich des Landvorsprungs Cabo Corrubedo, in schwerer See das Riff As Basoñas, in Porto do Son, und ging unter (Position 42° 34′ 41,5″ N, 9° 8′ 37,5″ W). Es gab keine Überlebenden. Das Unglück ereignete sich vier Meilen vor der spanischen Stadt Vilagarcía de Arousa. Da viele Trümmer an Land gespült wurden, wurde angenommen, dass das Schiff auf den Felsen auseinandergebrochen war. Erste Zeitungsmeldungen berichteten, dass die Salier nur wenige Menschen an Bord gehabt hätte und dass es sich dabei ausschließlich um Besatzungsmitglieder handelte. Erst später wurde das ganze Ausmaß des Unglücks bekannt. Da es keine Überlebenden gab, drangen keine Details an die Öffentlichkeit.